# Styczeń 2010

## 27 stycznia2010
- Zmarł amerykański pisarz J.D. Salinger. (esensja.pl)
- Avatar stał się najbardziej dochodowym filmem w historii kina. (forsal.pl)
- Porfirio Lobo Sosa objął stanowisko prezydenta Hondurasu, kończąc tym samym kryzys polityczny w tym kraju. (BBC News)

## 26 stycznia2010
- Prezydent Mahinda Rajapakse zwyciężył w wyborach prezydenckich na Sri Lance. (Reuters)

## 25 stycznia2010
- Iracki wojskowy Ali Hassan al-Madżid został stracony przez powieszenie za zbrodnie przeciwko ludzkości i ludobójstwo. (tvn24)
- W katastrofie lotu Ethiopian Airlines 409 u wybrzeży Libanu zginęło 90 osób. (gazeta.pl)

## 24 stycznia2010
- Klub Jastrzębski Węgiel zdobył Puchar Polski w piłce siatkowej mężczyzn. (sport.onet.pl)

## 19 stycznia2010
- Kilkaset osób zginęło w zamieszkach w nigeryjskim mieście Jos. (news.bbc.co.uk)
- Linie lotnicze Japan Airlines wystąpiły o ogłoszenie bankructwa. (Forsal.pl)
- Po atakach hakerów Google przełożył premierę nowych telefonów komórkowych z systemem Android w Chinach. (wiadomości24.pl)

## 17 stycznia2010
- W pierwszej turze wyborów prezydenckich na Ukrainie zwyciężył Wiktor Janukowycz przed Julią Tymoszenko. (TVN24)
- Sebastián Piñera zwyciężył w II turze wyborów prezydenckich w Chile. (Reuters)

## 15 stycznia2010
- Miało miejsce najdłuższe obrączkowe zaćmienie słońca w obecnym milenium. (spaceweather.com)

## 12 stycznia2010
- Trzęsienie ziemi o magnitudzie 7 stopni w skali Richtera nawiedziło Haiti. (gazeta.pl)
- Zmarła Wanda Skuratowicz – białoruska katolicka działaczka społeczno-religijna, Sprawiedliwa wśród Narodów Świata. (Catholic.by)

## 10 stycznia2010
- Justyna Kowalczyk wygrała Tour de Ski. (sport.pl)
- W II turze wyborów prezydenckich w Chorwacji Ivo Josipović pokonał Milana Bandicia. (BBC News)

## 8 stycznia2010
- Po ostrzelaniu autobusu reprezentacji Togo w piłce nożnej, ogłoszono jej rezygnację z udziału w Pucharze Narodów Afryki. (sport.pl)

## 7 stycznia2010
- Tygodnik „Nature” opublikował artykuł polskiego paleobiologa Grzegorza Niedźwiedzkiego o znalezieniu w Górach Świętokrzyskich śladów czworonogów w osadach sprzed 400 mln lat. Odkrycie to przesuwa wyjście kręgowców na ląd o ok. 20 mln lat wstecz. (gazeta.pl)

## 4 stycznia2010
- W Dubaju oddano do użytku Burdż Chalifa, najwyższy budynek świata. (mojeopinie.pl)

## 3 stycznia2010
- Zmarł polski dziennikarz sportowy Janusz Atlas. (onet.pl)

## 1 stycznia2010
- Kołaczyce, Łaszczów, Przecław, Radłów, Szepietowo i Tychowo uzyskały status miast. (Portal samorządowy) Dz.U. z 2009 r. nr 120, poz. 1000
- Krwawy zamach terrorystyczny w Pakistanie. (Wikinews)
- Hiszpania objęła prezydencję Rady Unii Europejskiej. (Wikipedia)
- Piraci somalijscy porwali brytyjski statek „Asian Glory” (Wikinews)